# Nette (rivière)
La Nette est une rivière allemande d'une longueur de 59 km qui coule dans le land de Rhénanie-Palatinat. Elle prend sa source dans le massif de l'Eifel et se jette directement dans le Rhin.